# Nynantheae
Nynantheae é uma subordem de cnidários antozoários da ordem Actiniaria.